# Leonardo Cruz
Leonardo Cruz (* 17. Januar 1953 in Santiago de los Caballeros, Dominikanische Republik) ist ein ehemaliger dominikanischer Boxer im Superbantamgewicht. Er wurde von Carmelo Castro gemanagt.

## Profi
Am 3. März im Jahre 1971 gab er sein Profidebüt und boxte nur unentschieden. Am 12. Juni des Jahres 1982 wurde er Weltmeister der WBA, als er Sergio Víctor Palma durch geteilte Punktrichterentscheidung bezwang. Diesen Titel verteidigte er dreimal und verlor ihn im Februar 1984 an den Italiener Loris Stecca durch technischen K. o. in Runde 12.  
Im Jahre 1989 beendete er seine Karriere.